# Истровка (Брянска област)
Истровка (на руски: Истровка; на украински: Істрівка) е махала (на руски: деревня) в Стародубски общински окръг на Брянска област в Русия.
Стари имена на махалата са Нестриковка, Истравка и Истравка Миклашевского.
Идентификационният код на махалата според Общоруския класификатор на обектите на административно-территориално деление (ОКАТО) е: 15250000057.
До 08.05.2019 г. махала Истровка е било част от Каменското селско поселение (вид община от множество малки населени места) с административен център село Камен. Тогава Каменското селско поселението е разпуснато, а състава му, в това число и махала Истровка, е включен във Воронокското селско поселение. Със закон на Брянската областна дума от 29.05.2020 г., влиза в сила на 01.08.2020 г., махала Истровка е включено в състава на ново основания Стародубски общински окръг.

## География
Махалата се намира по поречието на река Середиха в южната част на Брянска област на разстояние около 12 km по права линия югозападно от административния център на общината – град Стародуб. Намира се на 3 km югоизточно от село Нижнее.

## История
Истровка е основана и заселена около 1690 г. под формата на хутор и като феодално владение от полковника на Стародубския полк (административно-териториална, съдебна и военна единица) в Казашкото хетманство – благородника Михаил Андреевич Миклашевски (ок. 1640 г. – 19 март 1706 г.). През 1706 г. Михаил Миклашевски е убит край полския град Несвиж в битка срещу шведите по време на Великата северна война. Многобройните му владения са разделени между синовете му Андрей, Степан и Иван. Истровка, вече със статус на слобода, се наследява от Андрей Миклашевски (? – ок. 1750 г.) и нейният феодален статус спрямо него е потвърден с хетмански универсал (указ) на хетман Иван Скоропадски от на 14 декември 1710 г. След това се наследява от неговия син Семьон Андреевич Миклашевски (ок. 1742 г. – ?).
От 1782 г. до 1929 г. то е част от Стародубски уезд, който от 1861 г. до 1923 г. влиза в състава на Нижневска волост, а от 1923 г. в Стародубска волост.
В средата на XX век по времето на РСФСР тук работил колхозът „Червен ударник“.
През 1974 г. в състава на махалата е включено селището Алифановщина (Петровски). .
През 1859 г. тук са преброени 16 двора, през 1892 г. – 30.

## Население
Население: 137 души (1859 г.), 188 души (1892 г.), 62 души през 2002 г. (руснаци 98%), а през 2010 г. 19 души.